# Dominicas damlandslag i fotboll
Dominicas damlandslag i fotboll representerar Dominica i fotboll på damsidan. Dess förbund är Dominica Football Association.